# Podlesie (Końskie)
Pour les articles homonymes, voir Podlesie.
Podlesie est une localité polonaise de la gmina de Radoszyce, située dans le powiat de Końskie en voïvodie de Sainte-Croix.